# Driss Benzekri
Pour les articles homonymes, voir Driss Benzekri (football) et Benzekri.
Driss Benzekri, né en 1950 à Aït Ouahi, commune de Tiflet, et mort le 20 mai 2007 à Rabat, est un homme politique, et militant des droits de l'homme marocain.
Ancien opposant marocain, il fut président de l'Instance équité et réconciliation créée par le roi Mohammed VI pour enquêter sur les violations graves des droits de l'homme commises par l'État marocain durant le règne de Hassan II. Il fut par ailleurs président du Conseil consultatif des droits de l'homme (CCDH).

## L'opposant
Driss Benzekri est né en 1950 à Aït Ouahi dans la province de Khémisset au sein d'une famille berbère modeste. Pendant son incarcération, il décroche un diplôme en linguistique de la faculté de Rabat en 1983 et poursuit ses études dans la même discipline à l’université d'Aix-Marseille en France.
Dirigeant de l’organisation marxiste-léniniste, Ila Al Amame, il a été emprisonné en 1974 à l’âge de 24 ans. Il ne sera libéré que 17 ans plus tard, en 1991, après avoir subi son lot des tortures physiques qui étaient alors infligées aux opposants politiques.
Après sa libération il poursuit ses études et obtient un magistère en droit international à l’université de l'Essex en Grande-Bretagne. Il se consacre à l’étude de la langue amazigh et sa phonétique ainsi qu'à l’histoire de la poésie amazigh dans les années 1930. Parallèlement à cette activité littéraire, il rédige une étude sur le mandat et les activités du Groupe de travail sur les disparitions forcées des Nations unies et dirige des études sur l’évolution du droit pénal international.
En 1999 il contribue à la fondation du « Forum Marocain pour la Vérité et la Justice » une association non-gouvernementale qui a pour but de défendre les droits des victimes des années de répression et l’élucidation du sort des disparus. Il devient le premier président de cette instance.

## Commission nationale pour la vérité, l'équité et la réconciliation
En novembre 2003, le roi Mohammed VI le nomme à la tête de l’Instance équité et réconciliation (IER) un organisme chargé de faire la lumière sur les graves violations des droits de l’homme perpétrées entre 1960 et 1999 au Maroc. Son acceptation de ce poste à la tête de la Commission nationale pour la vérité, l'équité et la réconciliation a mécontenté certains de ses anciens camarades pour qui il a été récupéré par le Makhzen.
À la tête de cette instance Driss Benzekri instruit plus de 16 000 dossiers de victimes de la répression au Maroc. Il organise des audiences publiques, transmises sur les ondes de la radio et la télévision, où les victimes ont livré des témoignages poignants sur les exactions qu’elles ont subies. Il tente d’élucider le sort des disparus, de retrouver les corps des morts et d’élucider les circonstances des graves violations des droits de l’homme perpétrées au Maroc. Cette expérience unique au monde arabe avait une limite : les responsables de ces exactions ne devraient pas être cités dans les témoignages et l’instance n’était pas habilitée à les poursuivre en justice.
Au terme de son mandat Driss Benzekri décide d’indemniser financièrement plus de 10 000 victimes et leurs familles, demande à l’État de présenter ses excuses aux victimes des violations des droits de l’homme et présente au roi un rapport recommandant la révision de la Constitution, la séparation des pouvoirs et l’indépendance de la justice.
Depuis le 11 juillet 2005, Driss Benzekri est le secrétaire général du Conseil consultatif des droits de l'homme instance gouvernementale chargée notamment du suivi de la mise en œuvre les recommandations du Rapport final de l’IER.
Fin 2005, un sondage réalisé par un hebdomadaire marocain sur l’homme de l’année a donné en tête Driss Benzekri, dont l’intégrité est reconnue par tous[réf. nécessaire], devant le roi Mohammed VI qui arrive en deuxième position.
Driss Benzekri est décédé le dimanche 20 mai 2007 des suites d'un long cancer à l’âge de 56 ans.
Le dernier acte de Driss Benzekri a été de signer, sur son lit d'hôpital, peu avant sa mort, un texte qui crée une couverture médicale en faveur des victimes des années de plomb.